# 仿幽灵螳属
仿幽灵螳属（学名：Idolomorpha）为椎头螳科的一个属。

## 下属物种
本属包括以下物种：
- 齿额仿幽灵螳 Idolomorpha dentifrons Saussure & Zehntner, 1895
- 侧缘仿幽灵螳 Idolomorpha lateralis Burmeister, 1838
- 马达加斯加仿幽灵螳 Idolomorpha madagascariensis Westwood, 1889
- 箭形仿幽灵螳 Idolomorpha sagitta Sjostedt, 1900